# Über sieben Brücken
Über sieben Brücken (Över sju broar) är bandet Karats andra album, släppt år 1979.
En annan version av albumet släpptes 1979 under namnet Albatros.

## Låtförteckning
1. Introduktion (1:23)
2. He, Mama (3:20)
3. Blues (2:42)
4. Wilder Mohn (4:10)
5. Musik zu einem nichtexistierenden Film (2:50)
6. Auf den Meeren (6:00)
7. Das, was ich will (1:00)
8. Gewitterregen (4:20)
9. Albatros (8:15)
10. Wenn das Schweigen bricht (5:10)
11. Über sieben Brücken mußt Du geh'n (3:58)

## Musiker
- Herbert Dreilich – sång, gitarr.
- Ulrich "Ed" Swillms – klaviatur.
- Bernd Römer – gitarr.
- Michael Schwandt – trummor.
- Henning Protzmann – basgitarr, sång.